# Koraon
Koraon es un pueblo y nagar Panchayat situado en el distrito de Prayagraj en el estado de Uttar Pradesh (India). Su población es de 14821 habitantes (2011). 

## Demografía
Según el  censo de 2001 la población de Koraon era de 12137 habitantes, de los cuales  el 53% eran hombres y el 47% eran mujeres. Koraon tiene una tasa media de alfabetización del 56%, inferior a la media nacional del 59,5%: la alfabetización masculina es del 68%, y la alfabetización femenina del 44%.